# Société des eaux minérales du Cameroun
 (août 2014).
Si vous disposez d'ouvrages ou d'articles de référence ou si vous connaissez des sites web de qualité traitant du thème abordé ici, merci de compléter l'article en donnant les références utiles à sa vérifiabilité et en les liant à la section « Notes et références ».
La Société des Eaux Minérales du Cameroun (SEMC) est une société de production d'eau minérale embouteillée camerounaise, filiale du groupe Castel. Elle est cotée à la bourse de Douala.

## Histoire
Elle a été fondée le 16 janvier 1979 à Djoungo Tangui exploitée en 1983 par la société des Brasseries du Cameroun avec l'assistance technique de la société Vichy Saint Yorre.
L'eau est extraite sur le site de la commune de Mombo, au pied du Mont Cameroun. Elle est puisée à 152 mètres dans la nappe phréatique d'un aquifère sédimentaire profond. Plus de 80 Millions de litres annuel sont produits sur ce site.